# Vilde Frang
Vilde Frang Bjærke (Oslo, 19 agosto 1986) è una violinista norvegese.

## Biografia
Nata a Oslo, ha iniziato lo studio del violino secondo il metodo Suzuki all'età di quattro anni. Tra il 1993 e il 2002 ha studiato con Stephan Barratt-Due, Alf Richard Kraggerud e Henning Kraggerud presso il Barratt Due musikkinstitutt a Oslo.
Ha debuttato come solista a dieci anni, con la Kringkastingsorkestret (l'Orchestra della Radio Norvegese). Nel 1998 ha conosciuto Anne-Sophie Mutter, che è stata in seguito sua mentore, e le ha assegnato una borsa di studio presso la Fondazione Anne-Sophie Mutter. Nel 1999, a dodici anni, è stata scelta da Mariss Jansons per suonare come solista con la Filarmonica di Oslo.
Tra il 2003 e il 2009 ha continuato i suoi studi in Germania, con Kolja Blacher presso la Hochschule für Musik und Theater di Amburgo, e con Ana Chumachenco all'Accademia Kronberg. È divenuta membro del Borletti-Buitoni Trust nel 2007, e ha seguito lezioni con Mitsuko Uchida a Londra.
Nel 2008 ha firmato un contratto esclusivo con la EMI Classics, pubblicando il suo primo album nel 2009, per il quale ha ricevuto una nomination per l'EMI Classics' Young Artist of the Year 2010. Per le sue incisioni ha ricevuto diversi riconoscimenti, tra cui un Classical BRIT, due Deutsche Schallplattenpreis, quattro ECHO Klassik Awards, due Edisson Klassiek Awards, Diapason d'Or e Editor's Choice su Gramophone.
Nel 2012 ha conseguito il Credit Suisse Young Artist Award, e nel 2013 ha debuttato ai Proms a Londra, eseguendo il Concerto di Bruch con la BBC Philharmonic Orchestra.
Dal 2015 incide in esclusiva per Warner Classics.
Insegna alla Norges musikkhøgskole di Oslo. Il suo strumento è un Vuillaume del 1864.

## Discografia
- Prokofiev & Sibelius: Violin Concertos (2009), EMI Classics.
- Grieg, Bartók, R.Strauss: Violin Sonatas (2011), EMI Classics.
- Nielsen & Tchaikovsky: Violin Concertos (2012), EMI Classics.
- Mozart: Violin Concertos 1 & 5, Sinfonia Concertante (2015), Warner Classics.
- Korngold & Britten: Violin Concertos (2016), Warner Classics.
- Homage (2017), Warner Classics.
- Bartok: Violin Concerto n. 1, Enescu: Octet (2018), Warner Classics.
- Beethoven, Stravinsky – Violin Concertos (2022), Warner Classics.